# 東薩拉熱窩
東薩拉熱窩，1996年至2004年称作塞族萨拉热窝（Српско Сарајево），是波斯尼亚和黑塞哥维那塞族共和国的城市。在波黑戰爭之后，波黑的首都薩拉熱窩一分为二，属于塞族共和国的部分成为東薩拉熱窩。戰後東薩拉熱窩是塞族共和國在法理上的首都（實際上首都是巴尼亞盧卡）。该市地處薩拉熱窩河谷，薩拉熱窩的東側。
東薩拉熱窩市的面积为1450平方公里，是巴爾幹半島面積最大的行政市之一。2013年人口数量为61,516人。東薩拉熱窩是塞族共和国面积最大的城市，人口数量则排名第五。该市是塞族共和国内唯一包括多个市镇的城市（东伊利扎、东旧格拉德、东新萨拉热窝、帕莱、索科拉茨和特尔诺沃）。该市和薩拉熱窩市及薩拉熱窩州以实体间边界线为界。
東薩拉熱窩市政机构位于东新萨拉热窝市镇内。

## 歷史
1992年夏末波士尼亞戰爭开始后，在1990年多党派选举后当选的新萨拉热窝市镇议会的塞族议员退出市镇议会，并成立了另外的塞族新萨拉热窝市镇议会。
部分萨拉热窝市当时由塞族共和国军控制，并取名为“塞族萨拉热窝”（Српско Сарајево），被视为塞族共和国的官方首都。
2004年，波斯尼亚和黑塞哥维那宪法法院裁定不能使用“塞族”为前缀，于是该市改名为东萨拉热窝。

## 地理
东萨拉热窝市由六个市镇组成：
- 东伊利扎
- 东旧格拉德
- 东新萨拉热窝
- 帕莱
- 索科拉茨
- 特尔诺沃

三个市镇是组成战前萨拉热窝市的市镇一分为二后，由属于塞族共和国部分形成的。这三个市镇是东伊利扎、东新萨拉热窝和东旧格拉德。帕莱和特尔诺沃的情况类似，也是由原市镇一分为二后由属于塞族共和国部分组成的。索科拉茨是唯一整体加入东萨拉热窝市的市镇。

## 人口
据2013年人口普查结果，东萨拉热窝市有61,516名居民。

### 民族
| 民族         | 人口   |
| ------------ | ------ |
| 塞尔维亚族   | 57,953 |
| 波什尼亚克族 | 2,429  |
| 克罗地亚族   | 442    |
| 其他         | 692    |
| 总计         | 61,516 |

## 外部連結
- 官方网站  （塞爾維亞文）
- 塞族共和国政府官方网站 （塞爾維亞文）
- 东萨拉热窝大学网站 （页面存档备份，存于） （塞爾維亞文）